# Jacques MacDonald
Étienne Jacques Joseph Alexandre MacDonald, Công tước xứ Taranto (17 tháng 11 năm 1765 – 7 tháng 9 năm 1840) là một thống chế Pháp thời kì Chiến tranh Cách mạng Pháp và Các cuộc chiến tranh của Napoléon.